# Wax Poetic
Wax Poetic est un groupe de trip hop et un collectif musical formé en 1997 et basé à New York. Il est fondé par Ilhan Ersahin qui joue du saxophone ténor au sein du groupe.

## Histoire
À l'origine Wax Poetic était un groupe de musiciens se rassemblant au club Save the Robots (en) pour jamer. Leur musique était alors constituée de Drum and bass mixée à d'autres genres musicaux. Durant la seconde moitié des années 1990, la formation signe avec Atlantic Records pour sortir en juin 2000 leur premier album intitulé Wax Poetic.
La musicienne Norah Jones a fait partie du groupe. Sa voix apparaît sur le disque NuBlu Sessions sorti en 2003. Saul Williams ainsi qu'N'Dea Davenport (en) sont également d'anciens membres de Wax Poetic.

## Membres
- Ilhan Ersahin: saxophone
- Thor Madsen - guitare, percussions
- Jesse Murphy - basse
- Jochen Rueckert - batterie
- Marla Turner - chant

## Discographie
- 2000 : Wax Poetic
- 2003 : Nublu Sessions
- 2006 : Copenhagen
- 2007 : Istanbul
- 2007 : Brasil